# Umeboshi

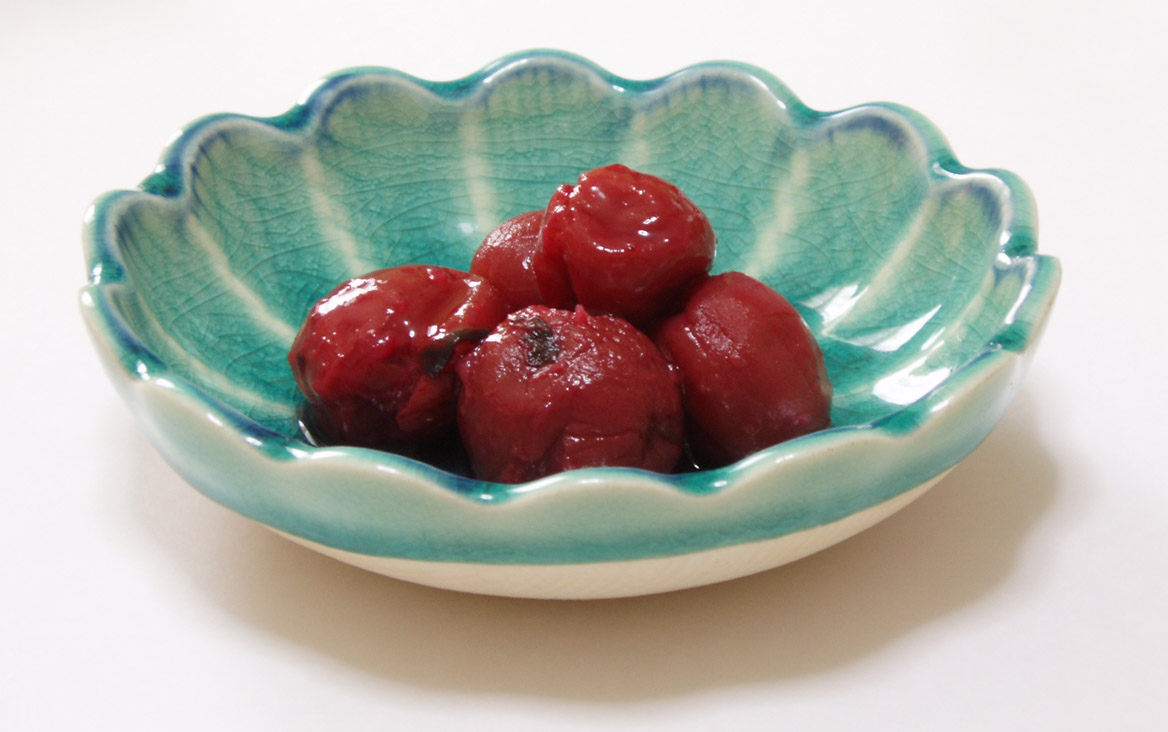
Umeboshi

Umeboshi (jap. 梅干し ume-boshi) – morele japońskie marynowane w soli, zazwyczaj barwione na czerwony kolor przez dodanie shiso (pachnotka zwyczajna). Mają wyraźny słono-kwaśny smak. Używa się ich do gotowania (wzmacniają smak). Jedzone często z ryżem jako pikle. Stanowią też m.in. nadzienie onigiri oraz dodatek do drinków. Duże, miękkie umeboshi, po usunięciu nadmiaru soli poprzez moczenie w wodzie, wykorzystywane są jako element sporządzania niektórych rodzajów tempury.